# Peter Turnley
Peter Turnley, est un photojournaliste franco-américain né le 22 juin 1955 à Fort Wayne, dans l’Indiana.
Il est lauréat de trois World Press Photo en 1988, 1989 et 1990.

## Biographie
Peter Turnley naît à Fort Wayne aux États-Unis. Il reçoit son premier appareil photo à dix-sept ans et on lui offre son premier livre d’Henri Cartier-Bresson, alors qu’il est à l’hôpital. Il est fasciné par les photographes qui ont choisi Paris comme thème de prédilection : Atget, Brassaï, Izis et Kertész. Il découvre Robert Doisneau et Édouard Boubat dans The Family of Man.
En 1973, il réalise avec son frère jumeau David Turnley, un reportage dans un quartier pauvre de leur ville natale qui est publié par le magazine 35mm Photography, dans le même numéro qui publie un portfolio de Boubat qu’il rencontre lorsqu’il arrive à Paris en 1975. Ce sera le début d’une amitié qui durera jusqu’à la mort d’Édouard Boubat en 1999.
Pendant les trois premières années qu’il passe à Paris où il s’installe définitivement en 1978, il est engagé par Pierre Gassmann et travaille comme tireur chez Pictorial Service, le laboratoire photographique auquel Cartier-Bresson confie la réalisation de ses tirages. 
Parallèlement, il entreprend des études à la Sorbonne et à l’Institut d'études politiques de Paris dont il est diplômé.
Il va montrer ses photographies de Paris à Robert Doisneau qui l’engage brièvement, en 1983, pour tirer ses photos dans son atelier de Montrouge, et le présente à Raymond Grosset de l’agence Rapho qui lui propose régulièrement des commandes pour la presse internationale dont The New York Times, Times, Newsweek et pour des revues françaises.
En 1984, le magazine Newsweek l’envoie en Inde pour couvrir les funérailles d’Indira Gandhi, et la flambée de violence qui suivit. Il travaille sous contrat avec Newsweek jusqu’en 2001, et a couvert l’actualité dans quatre-vingt-cinq pays pour le magazine.

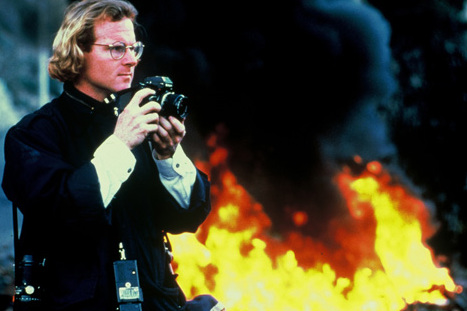
Peter Turnley dans la bande de Gaza en 1993.

Turnley a photographié de nombreux conflits mondiaux, notamment la guerre du Golfe, la guerre de Bosnie-Herzégovine, la guerre civile somalienne, le génocide rwandais, l'Afrique du Sud sous l'apartheid, la première guerre de Tchétchénie, l'opération Uphold Democracy en Haïti, les manifestations de la place Tiananmen de 1989, le conflit israélo-palestinien, les guerres d’Afghanistan, du Kosovo et d’Irak. Il a photographié à de nombreuses reprises le président soviétique Mikhaïl Gorbatchev ainsi que de nombreux leaders politiques tels que Yasser Arafat ou Fidel Castro. Il était présent lors des attentats du 11 septembre 2001 à Manhattan.
Il est récompensé en 1988, 1989 et 1990 par un World Press Photo,,.
Peter Turnley effectue de nombreux séjours à Cuba, pays pour lequel il ressent « un amour profond ». Il est, en 2015, le premier photographe américain majeur à exposer au musée des Beaux arts de La Havane depuis la révolution cubaine,.
Le matin du 21 mars 2020, au début de la pandémie de Covid-19, il se retrouve confiné à Manhattan alors qu’il rentre de Cuba où il venait d’animer une master class de photographie. Il parcourt la ville à la rencontre des New Yorkais et décide de « prendre des photos et tenir un journal sincère de cette expérience ». Son travail est exposé l’année suivante au festival Visa pour l'image à Perpignan, et fait l’objet d’un livre : A New York–Paris Visual Diary: The Human Face of Covid-19.
Peter Turnley est devenu citoyen français en 2019. Il vit et travaille à Paris, et organise des ateliers de photographie de rue à Paris, New York, Venise et Cuba.

## Expositions
Liste non exhaustive
- 1989 : Répression sur la place Tiananmen, Visa pour l’image, Perpignan[3]
- 2015 : Momentos de la Condición Humana, Museo de Bellas Artes, La Havane[10]
- 2020 : Le visage humain du Covid-19 à New-York, Visa pour l’image, Perpignan[3],[12].
- 2020 : French kiss. Une lettre d'amour à Paris, festival Visions d’Ailleurs, Martagny, du 10 juillet au 20 septembre 2020.
- 2021 : Avec Amour !, festival Visions d’Ailleurs, Martagny, du 2 juillet au 11 septembre 2021[5]
- 2021 : New York, trois visions du 11 septembre 2001, exposition collective avec Michel Setboun et David Turnley, festival Visions d’Ailleurs, Martagny, du 2 juillet au 11 septembre 2021[5]

## Publications
- 1989 : Beijing Spring, Stewart Tabori & Chang, New York  (ISBN 978-1556701306)
- 1990 : Moments of Revolution, Stewart Tabori & Chang, New York  (ISBN 9781556701672)
- 1996 : In Times of War and Peace, avec David Turnley, Abbeville Press, New York  (ISBN 978-0789202994)
- 2000 : Parisians. Abbeville Press, New York  (ISBN 9780789206503)
- 2007 : McClellan Street, Indiana University Press, Bloomington  (ISBN 978-0253349675)
- 2013 : French kiss. A love letter to Paris, Auto édition Peter Turnley.
- 2015 : Cuba - A Grace of Spirit, Ocean Graphic International  (ISBN 978-0692448847)
- 2021 : A New York–Paris Visual Diary: The Human Face of Covid-19, Auto édition Peter Turnley.

## Prix et récompenses
- 1988 : World Press Photo : Mention honorable, catégorie People in the News pour sa photo du criminel de guerre Klaus Barbie lors de son procès à Lyon[6]
- 1989 : World Press Photo : 2e prix, catégorie News Features stories pour sa photo d’une famille de Leninakan au cours du séisme de 1988 en Arménie[7]
- 1989 : World Press Photo : 3e prix, catégorie Daily Life pour sa photo d’un enfant réfugié au Mozambique[8]
- 1989 : Overseas Press Club : The Olivier Rebbot Award, catégorie Meilleur reportage photographique dans un magazines ou un livre pour sa série Ceaușescu, la chute d’un dictateur, publié par Newsweek[13].

## Documentaire
- « Virus, regards de photographes », avec Éric Bouvet, Corentin Fohlen, Laurence Geai, Antoine d’Agata et Peter Turnley, film documentaire d’Anouk Burel, LCP, 2021, 51 min[14].